# NGC 3390
NGC 3390 is een spiraalvormig sterrenstelsel in het sterrenbeeld Waterslang. Het hemelobject werd op 29 april 1834 ontdekt door de Britse astronoom John Herschel.

## Synoniemen
- ESO 437-62
- MCG -5-26-7
- IRAS10457-3116
- PGC 32271